# Dimension Hatröss
Albums de Voivod
Killing Technology
(1987) Nothingface (album)
(1989)
Dimension Hatröss est le quatrième album du groupe québécois Voivod.
L'album poursuit sur la lancée de Killing Technology, sorti l'année précédente, en développant un peu plus le côté progressif, et en le mélangeant au thrash metal rapide et agressif des premiers albums, bien que le chant de Snake se fasse moins hargneux. Il est divisé en deux parties, un prologue contenant les quatre premières chansons et un épilogue contenant les quatre dernières chansons.
Le CD de l'album contient une pièce bonus, la chanson Batman, une reprise de la chanson titre de la série éponyme, originellement composée par le musicien américain Neal Hefti : il s'agit donc d'une reprise assez originale et rare pour le genre.
Les chansons Tribal Convictions et Brain Scan comptent parmi les chansons les plus connues et sont encore régulièrement interprétées lors des concerts du groupe. Le groupe québécois Martyr a fait une reprise de la chanson Brain Scan, et leur guitariste-chanteur Daniel Mongrain, surnommé Chewy, est aujourd'hui un membre de Voivod depuis qu'il a pris la place de son idole décédée, Denis D'Amour, en 2008.

## Membres du groupe
- Denis "Snake" Bélanger : chant
- Denis "Piggy" D'Amour : guitare
- Jean-Yves "Blacky" Thériault : basse
- Michel "Away" Langevin : batterie

## Liste des morceaux
1. Experiment - 6:10
2. Tribal Convictions - 4:52
3. Chaosmöngers - 4:42
4. Technocratic Manipulators - 4:36
5. Macrosolutions to Megaproblems - 5:35
6. Brain Scan - 5:09
7. Psychic Vacuum - 3:51
8. Cosmic Drama - 4:56
9. Batman (chanson bonus) - 1:45